# Paradelphomyia (Oxyrhiza) bigladia
Paradelphomyia (Oxyrhiza) bigladia is een tweevleugelige uit de familie steltmuggen (Limoniidae). De soort komt voor in het Oriëntaals gebied.